# Ладіслав Свозіл
Ладіслав Свозіл (чеськ. Ladislav Svozil; нар. 8 травня 1958, Простейов, Оломоуцький край, Чехословаччина) — чехословацький та чеський хокеїст.

## Кар'єра гравця
Розпочав свою кар'єру нападника в молодіжному складі рідного клубу ХК Простейов, а в 1976 році переїхав в «Вітковіце». У 1978 році його талант оцінили в Північній Америці, Детройт Ред-Вінгс вибрав його в 12-му раунді під 194-й номером, правда, перспективи виїхати до США в той час не було. У 1981 році Свозіл зі своєю командою виграв перший чехословацький чемпіонат. У 1986 році він переїхав до «Дукла» (Їглава), але через два роки він повернувся ще на один сезон до «Вітковіце».
В сезоні 1988/89 років, нападник підписав контракт з ХК «Штутгарт», чий светр він носив найближчі два роки. Після короткого перебування в італійському клубі ХК «Мерано» Ладіслав Свозіл переїхав до ХК «Гайльбронн», де він перетворився на провідного гравця команди, аж до закінчення своєї кар'єри гравця в кінці 1995 року і досяг 360 очок у 170 іграх. На сьогодні він є другим бомбардиром в історії клубу, попереду канадець Роббі Гіл.

## Кар'єра гравця збірної
У складі національної збірної був учасником чемпіонатів світу 1979 та 1983 роках, де ставав віце-чемпіоном світу. Також брав участь у Кубку Канади 1984 року. Всього у збірній Чехословаччини провів 87 матчів (18 голів).

## Кар'єра тренера
Після закінчення своєї активної кар'єри Свозіл спочатку повернувся до рідної Чехії, де він тренував свій колишній клуб «Вітковіце». Одночасно працював помічником головного тренера чеської збірної до 20 років, з якою він досяг четвертого місця, відповідно, на чемпіонатах світу серед юніорів в 1997 і 1998 роках. У 1999 році Ладіслав Свозіл очолив молодіжну команду свого колишнього клубу ХК Гайльбронн. Під час сезону 2000/01 він замінив іншого тренера Гарі Пріора на чолі першої команди в другій Бундеслізі його у свою чергу змінив Георг Хольцман в 2002 році.